# Siosaia Lausiʻi
Siosaia Lausiʻi, Lord Maʻafu Tukuiʻaulahi (né le 1er juillet 1955 et mort le 12 décembre 2021) est un homme d'État tongien, ancien officier militaire, et membre de la noblesse tongienne.

## Biographie
Né Siosaia Lausiʻi, il est officier dans les Forces armées tongiennes pendant plus de vingt ans, atteignant le grade de colonel avant de devenir secrétaire privé auprès du roi Taufaʻahau Tupou IV de 2001 à 2006,. Il épouse une cousine de ce dernier, Lavinia-Mata-‘o Taone, dont il aura deux enfants.
Il fait son entrée en politique en 2008, étant élu à l'Assemblée législative en qualité de représentant de la noblesse pour Tongatapu, recevant les suffrages de dix électeurs nobles lors des élections en avril. En juillet 2009, il est nommé ministre de l'Environnement et du Changement climatique dans le gouvernement du Premier ministre Feleti Sevele,.
Il conserve son siège de député lors des élections législatives de novembre 2010, recevant à nouveau dix voix. Il est alors nommé ministre des Terres, des Ressources naturelles, de l'Environnement et du Changement climatique par le nouveau Premier ministre, Lord Tuʻivakano ; une loi de 2010 stipulait en effet que seul un noble pouvait être nommé ministre des Terres.
Il conserve son siège à nouveau lors des élections législatives de novembre 2014, qui portent au pouvoir ʻAkilisi Pohiva, figure historique du mouvement pour la démocratie aux Tonga. Opposé à l'autorité politique de la noblesse, Pohiva constitue un gouvernement composé de députés élus par le peuple - à une exception près. La loi stipulant que le ministre des Terres doit être un noble, Pohiva demande à Lord Maʻafu de conserver ce poste. Maʻafu, qui n'avait pas soutenu l'élection de Pohiva, est ainsi le seul noble au sein du gouvernement Pohiva, nommé le 30 décembre. Il conserve le ministère des Terres, mais perd celui de l'Environnement, confié à Siaosi Sovaleni. Il est également nommé ministre des Forces armées.
Le 1er septembre 2017, ʻAkilisi Pohiva limoge son vice-Premier ministre Siaosi Sovaleni, qu'il accuse de déloyauté, et nomme Lord Maʻafu à sa place. À l'issue des élections anticipées de novembre 2017, remportées par le gouvernement Pohiva, Lord Maʻafu cesse d'être vice-Premier ministre mais demeure ministre des Forces armées, ainsi que ministre des Terres et des Ressources naturelles, dans le second gouvernement Pohiva,. La mort du Premier ministre en septembre 2019 provoque une scission de la majorité parlementaire, et la formation d'un nouveau gouvernement mené par Pohiva Tuʻiʻonetoa au sein duquel Lord Maʻafu conserve ses portefeuilles ministériels,. Le 16 décembre 2020 il est nommé vice-Premier ministre, remplaçant Vuna Faʻotusia qui a démissionné pour défier le gouvernement. Il cède toutefois ce poste à Samiu Vaipulu lors d'un remaniement ministériel le 25 janvier 2021.
Il porte le titre de Maʻafu, l'un des trente-trois titres de noblesse héréditaire du royaume.
Il meurt dans un hôpital d'Auckland en Nouvelle-Zélande le 12 décembre 2021 à l'âge de 66 ans.